# Acomastylis
Acomastylis es un género de plantas con flores de la familia (Rosaceae). Tiene cinco especies.

## Especies
- Acomastylis elata (Wall. ex G. Don) F. Bolle
- Acomastylis humilis (R. Br.) Rydb.
- Acomastylis macrosepala (Ludlow) T.T. Yu & C.L. Li
- Acomastylis rossii (R. Br.) Greene
- Acomastylis sericea (Greene) Greene

## Taxonomía
Acomastylis fue descrita por Edward Lee Greene y publicado en Leaflets of Botanical Observation and Criticism 1(12): 174, en el año 1906. La especie tipo es: Acomastylis rossii (R.Br.) Greene.